# Magnetostratigrafia
La magnetostratigrafia è lo studio della successione delle inversioni di polarità (e di intensità) del campo magnetico terrestre registrato nelle successioni di rocce sedimentarie e l'utilizzazione delle sequenze stabilite a fini stratigrafici.
Molti sedimenti infatti hanno la proprietà di fossilizzare la direzione del campo magnetico terrestre al momento della loro deposizione. Questa magnetizzazione rimanente può conservarsi durante il tempo per miliardi di anni ed essere misurata in laboratorio su campioni di roccia. In questo modo le serie sedimentarie permettono di rivelare la successione delle inversioni di polarità del campo magnetico terrestre. Seguendo i principi della stratigrafia i corpi rocciosi con polarità magnetica uniforme vengono identificati come unità magnetostratigrafiche. Lo studio delle inversioni di polarità magnetica nelle successioni sedimentarie e delle anomalie magnetiche dei fondali oceanici, ha permesso di costruire una scala di riferimento delle inversioni di polarità del campo magnetico terrestre per gli ultimi 180 milioni di anni della storia della Terra.
Altre unità importanti in geologia sono le unità litostratigrafiche, le unità biostratigrafiche, le unità geocronologiche e le unità cronostratigrafiche. 
Più in generale si parla di formazioni o unità stratigrafiche (o anche unità rocciose o geologiche) quando si vuole indicare in maniera generale un complesso di rocce e di terreni distinti lateralmente e verticalmente dagli adiacenti per una o più caratteristiche di ordine geologico o paleontologico.